# Hella Haasse
Hella Serafia Haasse (Batavia, Indias Orientales Neerlandesas —en la actualidad Yakarta, Indonesia—; 2 de febrero de 1918-Ámsterdam, Países Bajos; 29 de septiembre de 2011) fue una escritora neerlandesa. Escribió obras de teatro, poemas y ensayos, pero fue principalmente conocida por su actividad como novelista.

## Juventud
Su madre fue la pianista Katherina Diehm Winzenhöhler y su padre, Willem Hendrik Haasse, un inspector de finanzas. Haasse pasó allí la mayor parte de su infancia, salvo entre 1924 y 1928 cuando acompañó a su madre a seguir una cura en el Sanatorio Neerlandés de Davos (Suiza). Amante de la lectura y del teatro, escribió a los once años su primera novela histórica. Durante sus años de su secundaria descubrió la poesía. En 1938 viajó a los Países Bajos con el fin de estudiar teatro en Ámsterdam y en 1943 se graduó es esa disciplina. No obstante, en 1944 —el año de su matrimonio con Jan van Lelyveld, el redactor de Propria Cures— Haasse abandonó ese camino para dedicarse de tiempo completo a la escritura, en un principio a través de la poesía (Stroomversnelling, 1945), pequeñas obra de teatro y textos de cabaré, y más tarde dedicándose principalmente a la prosa.

## Influencia de las Indias Orientales Neerlandesas
Su novela corta Oeroeg (1948) obtuvo el primer puesto en el concurso para el que fue escrita; también le permitió a su autora darse a conocer entre el público en general. La historia se sitúa en Indonesia y el tema abordado consiste en la influencia recíproca entre colonizados y colonizadores. Oeroeg fue adaptada al cine en 1993 por Hans Hylkema. Los años pasados en las Indias también constituyen una rica fuente de inspiración para otros libros. La novela Los señores del té (1992), tal vez la más ambiciosa y apreciada de sus obras, trata sobre la creación y el desarrollo de una explotación agraria para el cultivo de té en Java.

## La gran dama de la literatura neerlandesa
Durante su larga carrera, Hella Haasse ha recibido en su país una gran cantidad de reconocimientos literarios. Al principio se trató de premios secundarios: en 1958 el premio Atlántico Internacional, y en 1960 el Premio Atlántico Internacional por De ingewijden; en 1962 el premio Visser Neerlandia por la obra de teatro Een draad in het donker; y en 1977 el Premio Blanco Literario por Een gevaarlijke verhouding of Daal-en-Bergse brieven. En 1992, la reina Beatriz le otorgó la Medalla de Oro de las Artes y de las Ciencias de la Orden de la Casa de Orange. Por el conjunto de su obra también ha recibido varios premios de mucho prestigio: en 1981 el Constantijn Huygens, en 1984 el P.C. Hooftprijs (Premio P.C. Hooft), en 1985 el Dr. J. van Praag y en 2004 el Premio de las Letras Neerlandesas.
Haasse ha ocupado importantes cátedras universitarias. En 1986 y en 1987 fue profesora de literatura invitada en la Universidad Católica de Brabante en Tilburgo. A continuación fue nombrada miembro de honor de la Academia Real Belga de Lingüística y de Letras Neerlandesas en Gante. En 1988 recibió un doctorado honoris causa de la Universidad de Leiden y desde 1991 fue miembro honorario de la Sociedad de Letras Neerlandesas de esa ciudad.
En 1993 el Museo de Literatura de La Haya organizó una exposición en torno a su obra con motivo de sus 75 años.
De su última novela, Sleuteloog (2002), se vendieron 200 000 ejemplares en tan solo un par de meses.

## Fama internacional
La traducción inglesa de Het woud der verwachting en 1989 le brindó de un momento a otro la fama internacional. Sus libros se han traducido a varias lenguas y tienen lectores en el mundo entero.

## Libros
- Oeroeg, 1948[3]
- Het woud der verwachting. Het leven van Charles d'Orléans, 1949. (El bosque de la larga espera, traducción española de Javier García Alves, publicada por las editoriales Edhasa (1992 y 2001), Plaza & Janés (1995) y Salvat (1995)).[6]
- De verborgen bron, 1950.
- De scharlaken stad, 1952. (La ciudad escarlata: La novela de los Borgia, traducción española de André Martin Koster, publicada por las editoriales Edhasa (1993 y 2003) y Plaza & Janés (1995)).
- De ingewijden, 1957.
- Cider voor arme mensen, novela, 1960.
- Een draad in het donker. Een toneelspel in drie bedrijven, 1963.
- Een nieuwer testament, 1966. (Un gusto a almendras amargas, traducción española de María del Carmen Bartolomé Corrochano y P.J. van de Paverd, publicada por las editoriales Edhasa (1991) y Plaza & Janés (1995)).
- De tuinen van Bomarzo, 1968. (Los jardines de Bomarzo, traducción española de Gonzalo Fernández, publicada por Rey Naranjo Editores (2016)).
- Huurders en onderhuurders. Een fictie, 1971.
- De meester van de neerdaling, 1973.
- Een gevaarlijke verhouding of Daal-en-Bergse brieven, 1976.
- Mevrouw Bentinck, of Onverenigbaarheid van karakter, 1978.
- De wegen der verbeelding, 1983.
- Berichten van het Blauwe Huis, 1986.
- De tijd een droom of Henri-René Lenormand en Nederland, 1991.
- Heren van de thee, 1992. (Los señores del té, traducción española de María del Carmen Bartolomé Corrochano y Diego Puls, publicada por las editoriales Península (1999) y El Aleph Editores (2001)).
- Twee verhalen : Genius loci; Het tuinhuis, 1993 y 1980.
- Transit, 1994.
- Zwanen schieten, 1997.
- Fenrir. Een lang weekend in de Ardennen, 2000.
- Sleuteloog, 2002. (El ojo de la cerradura, publicado en español por la editorial Edhasa en 2006).